# Farmàcia Vergés
La Farmàcia Vergés era un establiment situat al carrer al carrer de la Rosa. de Tortosa (Baix Ebre), inclòs a l'Inventari del Patrimoni Arquitectònic de Catalunya.

## Història
Va ser fundada el 1894 per Gerard Vergés i Zaragoza, Va tancar les portes el 1994 i es va traslladar a un local del carrer de Ramon Vergés Paulí.

## Descripció
Ocupava part dels baixos del Palau Capmany. Constava de dues dependències: la botiga i, a la part posterior, el magatzem i laboratori. Se'n destacava la botiga, ja que fins al final va conservar la distribució i el mobiliari originals. Les seves mesures aproximades eren 6 m x 5 m. Tot el que eren murs estava ocupat per lleixes de fusta sostingudes i unides per muntants. Aquests tenien petites columnes adossades i decoratives, amb bases treballades amb talla de motius vegetals i geomètrics. La part superior era rematada per una petita cresteria calada. El nivell inferior era ocupat per armaris, amb portes igualment amb decoració tallada. L'aparador, al mig de la botiga i aïllat, constava d'un banc amb els dos laterals prolongats fent angle. Aquests servien com a taulell, mentre que el primer era tapat a la part central per un plafó de vidre opac. Com a complement, hi havia dues cadires butaca amb potes en forma de tisora. El seient i el respatller tenien un retrat tallat emmarcat per una garlanda de motius vegetals.
La façana de l'antiga farmàcia és, com la de tot el palau, de carreus encoixinats. S'hi obrien una porta i un finestral gran que feia d'aparador. Tots dos allindanats, amb dos plafons superiors d'alabastre amb relleus al·lusius a l'ofici. Al mig hi havia un fanal penjat amb vitralls laterals amb els mateixos temes. Els relleus d'alabastre de la façana, el fanal i el rètol eren posteriors.